# NGC 168
NGC 168 est une galaxie spirale située dans la constellation de la Baleine. NGC 168 a été découverte par l'astronome américain Frank Müller en 1886.

## Caractéristiques
Sa vitesse par rapport au fond diffus cosmologique est de 3 592 ± 24 km/s, ce qui correspond à une distance de Hubble de 53,0 ± 3,7 Mpc (∼173 millions d'al).
NGC 168 renferme des régions d'hydrogène ionisé.